# Rastplats
En rastplats är en plats placerad vid en större väg, avsedd för vägtrafikanter att stanna och vila på. Standarden varierar mellan olika länder och rastplatser.
Ibland finns restaurang och bensinstation med mera nära rastplatsen, men de räknas inte som tillhörande rastplatsen, utan är rent privata anläggningar.

## Service till trafikanter med olika behov
Rastplatser utformas för att möta behov hos många olika typer av trafikanter. Ett exempel är att funktionshindrade ska kunna nyttja anläggningarna. 
Ett finmaskigt nät av trygga rastplatser med god kapacitet, rätt funktionalitet och i gott skick ger förutsättning för yrkeschaufförer att kunna utföra effektiva transporter inom ramen för lagstadgade kör- och vilotider. För yrkeschaufförer är vägen och dess sidoanläggningar såsom rastplatser självklart viktig del av arbetsmiljön, även om arbetsgivaren inte råder över den. Därför ställs högre krav på rastplatser utifrån yrkeschaufförers behov (till exempel sanitärt) än för hobbytrafikanters behov.

## Europa
Konventionen om europavägar skriver: "Rastplatser ger möjlighet för resande att stanna i omgivning som ger en rast från trafikens monotoni. Landskapsformen är viktig i sammanhanget. Rastplatser bör finnas med lämpliga intervaller. En skylt som visar infarten till en rastplats bör också visa avståndet till nästa rastplats eller serviceanläggning. Vattenkran, bord, väderskydd och handikappanpassad toalett är önskvärda.".

### Sverige

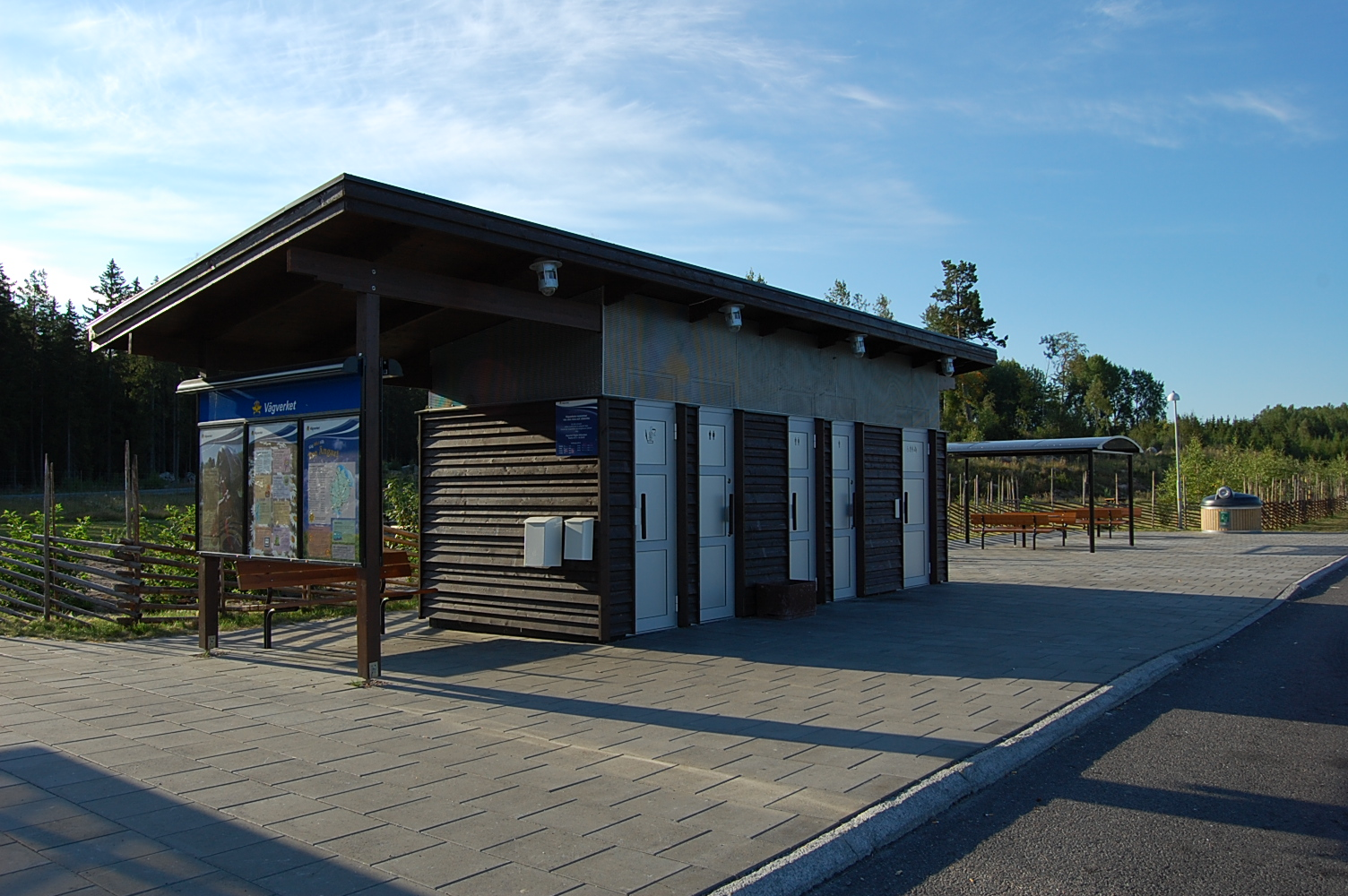
En rastplats vid E4:an, nybyggd 2008.

Det finns drygt 350 rastplatser i Sverige (2016) som sköts av Trafikverket. Trafikverkets rastplatser är främst avsedda för tillfällig rast och vila, inte längre vistelse. På rastplatser och skyltade parkeringsplatser är det i regel tillåtet att parkera högst 24 timmar, vilket möjliggör övernattning i husvagn eller husbil. För längre vistelse krävs tillstånd från Trafikverket. Det kan även förekomma lokala trafik- eller ordningsföreskrifter i kommuner. Det är även tillåtet att campa ett dygn med tält på rastplatsen så länge man inte inkräktar på andra.
Rastplatserna ser olika ut, men gemensamt är att alla ska vara anpassade både för personer med och utan funktionsnedsättning. Vanligtvis finns informationstavlor, bord och bänkar för att trafikanterna ska kunna äta medhavd färdkost och möjlighet att slänga sopor från resan. Dessutom brukar det finnas toaletter. På en del finns även möjlighet att tömma lösa latriner.
Rastplatserna ska också skötas om regelbundet. På rastplatsbyggnaden finns en skylt, där entreprenören ska anteckna senaste städtidpunkt och signera vem som utfört städningen.

### Danmark
Danmarks vision för rastplatser på motorvägsnätet säger bland annat att det inte ska vara mer än 30 kilometer mellan rastmöjligheter och max 70 kilometer mellan tankplatser.